# Giuseppe Capra
Giuseppe Capra (Alessandria, 24 febbraio 1902 – Alessandria, 12 giugno 1979) è stato un calciatore italiano, di ruolo attaccante.
Era chiamato anche Capra II per distinguerlo da Mario, anch'egli calciatore dell'Alessandria.

## Carriera
Fa il suo esordio con la maglia dell'Alessandria nel corso del girone di semifinale del campionato di Prima Categoria 1919-1920, in cui mette a segno 3 reti in 6 gare; con i grigi in seguito disputa a partire dal 1923-1924 altri tre campionati di massima serie, totalizzando 52 presenze e 3 gol.
Milita in seguito nel Torino senza scendere in campo in partite di campionato.